# Jean-Pierre Antoine Sicard
Pour les articles homonymes, voir Sicard et Jean-Pierre Sicard.
Jean-Pierre Antoine Sicard, né le 9 décembre 1719 à Toulouse et mort vers 1796 à Bordeaux, est un peintre français. Il est le père du peintre Louis Marie Sicard.